# 二世週日本祭
二世週日本祭（にせいしゅうにほんまつり）は、アメリカ合衆国のカリフォルニア州ロサンゼルスにある日本人街「リトルトーキョー」で毎年8月に催される祭である。二世週祭や二世ウィークとも呼ばれる

## 概要
元々日系2世（アメリカ合衆国で生まれた最初の世代）の名を冠したが、今日では日系アメリカ人文化・歴史を祝う、一般的なお祭りとなっている。イベント全体では1ヶ月間以上にわたる盛大なもの。パレード、トーフ・フェスティバル（2006年は、8月12−13日に催される）等の主要イベントには南カリフォルニア地域の多くの人が集まる。
2009年からは、東北三大祭りの1つである仙台七夕まつりで知られる仙台市の協力のもと、当地の宮城県人会が中心となって「ロサンゼルス七夕祭り」を同時に開催している。

## その他
- 1990年に50周年を祝う（第二次世界大戦時に6年の活動停止）
- 公式マスコット：Aki the Akita（Dick Sakahara デザイン）